# Don't Be Someone Else
「Don't Be Someone Else」（ドント ビー サムワン エルス）は、日本のロックバンド・FIVE NEW OLDが2020年9月25日にワーナーミュージック・ジャパンより配信リリースした楽曲。

## 概要
前作「Vent」から約2ヶ月ぶりのリリースであり、ワーナーミュージック・ジャパン移籍後第2弾シングルである。
今作のリリースに際して、HIROSHI（Vo.）は以下のようにコメントした。
自宅で自粛する日常が続けば続くほど、不安を煽る情報が目に飛び込んで来たり、オンライン上の繋がりが意味合いを強め、反比例的に孤独感は膨れ上がり、塞ぎ込んでしまう事もあるでしょう。
　でも、そんな状況だからこそ、自分自身を振り返ってみて下さい。一歩踏み出せば、自己を受け入れ、愛せるようになると思います。
　その狭間で足踏みしていている人の背中をそっと押せるような曲になればいいなと願っています。

## 楽曲解説
1. Don't Be Someone Else (03:45)
作詞 : Hiroshi Nakahara
作曲 : FIVE NEW OLD
編曲 : FIVE NEW OLD
  - 英語詞の楽曲[3]。
  - Spotifyの再生回数は2024年7月現在600万回を突破している。
  - HIROSHIの座右の銘である「家は心の帰る場所」という言葉について歌った曲[4]。
  - ベストアルバム『FiNO is』にも収録されている[5]。

## ミュージックビデオ
今作の配信開始に合わせて、2020年9月25日にミュージックビデオが公開された。
モデルの萌仁花が踊る様子や、HIROSHI（Vo, G）が黄色のペーパーの破けた隙間から顔を出して歌う様子が収録されている。

MVの公開に際して、HIROSHIは以下のようにコメントした。
今回の作品は僕らの大好きな3人の監督が共同で制作してくれました。
ユニークな演奏シーンもあったり、 出演してくれた萌仁花ちゃんもめちゃくちゃ素敵で、 シンプルなのに何度も見たくなるMVだと思います。
僕らの私物をマクロレンズを撮影したんですが、 身近にあるものを新しい視点で観るのは面白かったです。
とにかくずっと楽しい撮影でした。
その楽しさを映像から感じてもらえると思うので、 是非ご覧ください。
(歌詞の世界も楽しんでね！)

## 参加ミュージシャン
FIVE NEW OLD
- HIROSHI（ボーカル・ギター）
- WATARU（ギター・キーボード）
- SHUN（ベース）
- HAYATO（ドラムス）